# Мотрона Неділько
Мотро́на Неді́лько (1882, Полтавщина — ? після 1918) — українська оперна співачка (сопрано).
У 1901–1905 роках навчалась співу коштом односельчан в Полтавському музичному училищі (клас М. Денисенко). Продовжила навчання в Петербурзькій консерваторії. Після закінчення навчання у 1910 році виступала здебільшого на других ролях в петербурзькому Маріїнському театрі до 1918 року. Залишила сцену після одруження.
Мала красивий голос широкого діапазону з природною постановкою.